# Ateneu (general)
Ateneu (en llatí Athenaeus, en grec antic Ἀθήναιος) fou un general selèucida al servei d'Antíoc VII Sidetes o Evergetes (138 aC-129 aC) al que va acompanyar en una expedició contra els parts.
Va ser dels primers a fugir en la darrera batalla en la qual el 129 aC el rei selèucida va ser rodejat i va morir. La fugida no li va servir de res doncs va morir de gana, ja que els que l'acompanyaven, que havien patit els seus excessos, no li van voler donar provisions.